# Capitulation sans condition

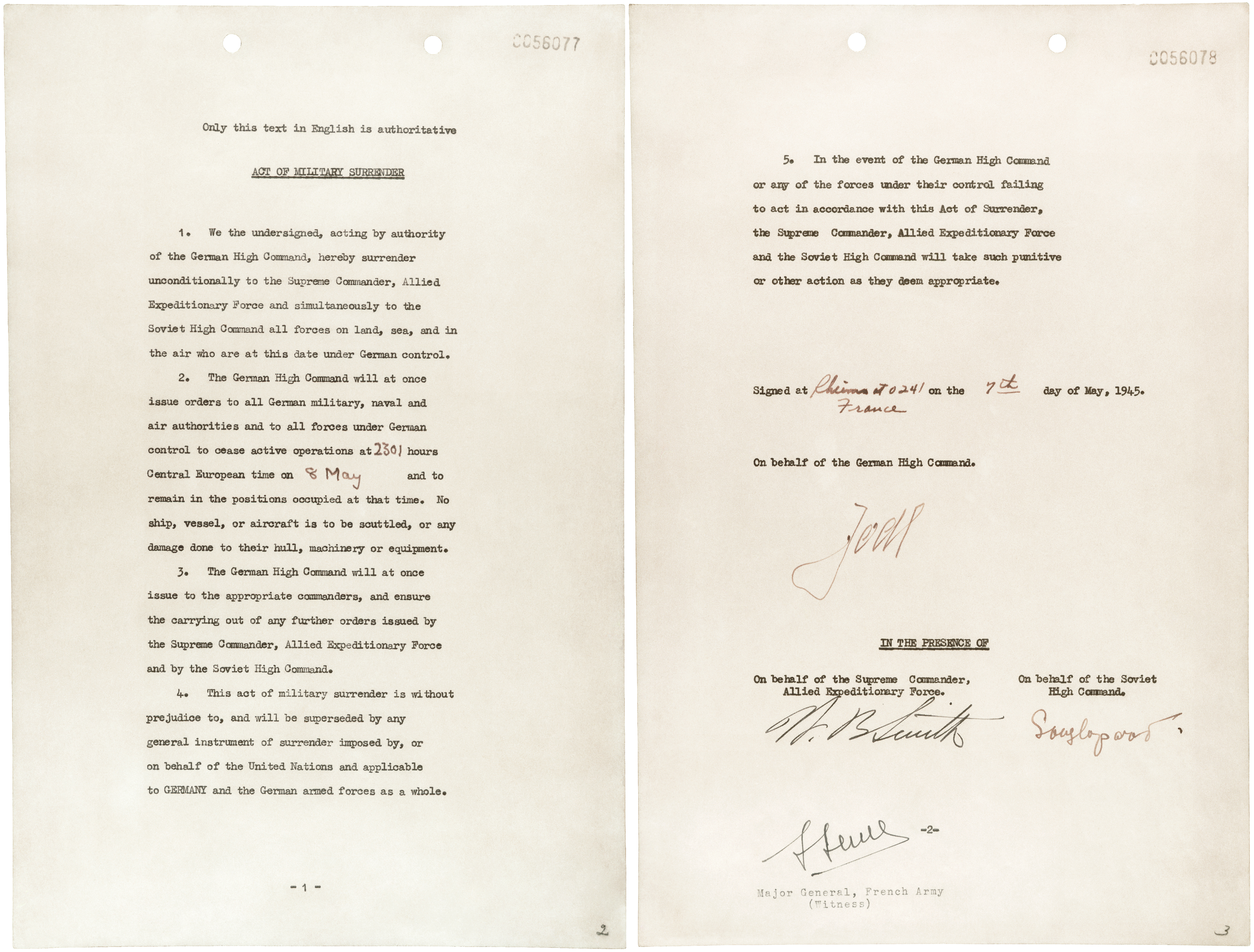
Les deux pages de l’acte de capitulation allemand, signé à Reims le 7 mai 1945 par le Generaloberst Jodl et visé par les représentants alliés sur place.

La capitulation sans condition est le fait, pour une ou plusieurs parties belligérantes, de renoncer à la poursuite du conflit et de se soumettre immédiatement aux forces ennemies sans aucune compensation, économique, territoriale, politique ou autre ; renoncement et soumission qui sont traduits en un acte juridique souscrit par les plus hauts représentants, ce qui est plus rare dans le cas d'une simple reddition d'une unité combattante.
On parle de reddition sans condition lorsque les vaincus ne sont pas des forces étatiques, en particulier dans le cadre d'une guerre civile.

## Histoire
L'expression (unconditional surrender) fut créée par le général nordiste Grant lors de la guerre de Sécession américaine (1861-1865).
L'insurrection de Pâques 1916 en Irlande s'acheva par la signature d'une reddition sans condition.
La formule fut reprise par le général Franco après l'offensive finale de la guerre d'Espagne en mars-avril 1939, quand il déclara n'accepter qu'une capitulation sans condition des forces républicaines.
Au cours de la Seconde Guerre mondiale, les Alliés, réunis à la conférence de Casablanca en janvier 1943, exigèrent par la voix de Roosevelt une capitulation sans condition du Troisième Reich et des autres puissances de l'Axe. La reddition de la Wehrmacht eut lieu les 7 et 8 mai 1945. Celle du Japon fut déclarée « inconditionnelle » par Truman dans un discours radiodiffusé le 1er septembre 1945 et annoncée officiellement le lendemain.
La troisième guerre indo-pakistanaise aboutit après 1971 à une capitulation sans condition et à l'indépendance du Bangladesh.
Au terme de la guerre du Viêt Nam, l'État du Sud-Vietnam capitula sans condition après la chute de Saïgon le 30 avril 1975.
La capitulation argentine de 1982, qui marqua la fin de la guerre des Malouines, fut d'abord déclarée « inconditionnelle » puis négociée en simple « capitulation ».